# Anoplodactylus stictus
Anoplodactylus stictus is een zeespin uit de familie Phoxichilidiidae. De soort behoort tot het geslacht Anoplodactylus. Anoplodactylus stictus werd in 1940 voor het eerst wetenschappelijk beschreven door Marcus. 